# Borsano
Borsano is een plaats (frazione) in de Italiaanse gemeente Busto Arsizio.